# Porozumienie
Porozumienie (deutsch Verständigung, Einigung) ist eine konservativ-liberale Partei in Polen. Sie wurde am 4. November 2017 aus der Partei Polska Razem sowie weiteren kleineren politischen Gruppierungen gebildet. Die Partei bildete bis 10. August 2021 gemeinsam mit Recht und Gerechtigkeit und Solidarna Polska im Sejm die polnische Regierungsfraktion. Vorsitzender der Partei ist Jarosław Gowin. Mit Gowin stellte Porozumienie einen Ministerposten im Kabinett Szydło. In folgenden Regierungen Morawiecki I und Morawiecki II kam als weitere Ministerin Jadwiga Emilewicz hinzu.
Sie stellt derzeit 12 Abgeordnete im Sejm sowie fünf Senatoren.
Die Partei sieht sich selbst als gesellschaftspolitisch konservative und wirtschaftspolitisch liberale Kraft in Polen.